# Ebchester
Ebchester est un village du comté de Durham, en Angleterre. Il est situé dans le nord du comté, sur la route A694 qui relie la ville de Consett à la route A1 près de Newcastle upon Tyne.

## Toponymie
Ebchester est un nom d'origine vieil-anglaise qui est attesté pour la première fois en 1230 sous la forme Ebbescestr. Son deuxième élément, ceaster, désigne une fortification d'origine romaine. Le premier est un nom de personne ambigu : il pourrait aussi bien s'agir du prénom masculin Ebba que du prénom féminin Æbbe.

## Histoire
D'après l'hagiographe Reginald de Durham, Ebchester doit son nom à la princesse northumbrienne Æbbe de Coldingham, qui y aurait fondé une communauté religieuse au VIIe siècle. L'église paroissiale, construite au XIIe siècle, lui est dédiée.

## Démographie
Au recensement de 2011, Ebchester comptait 871 habitants.